# جون كومر (متزلج لوحي)
جون كومر (بالإنجليزية: Jon Comer)‏ هو متزلج لوحي أمريكي، ولد في 19 يناير 1976 وتوفي في 5 ديسمبر 2019.